# 壹拾壹体育网 (英国/爱尔兰)
壹拾壹体育网 (英国/爱尔兰)（英語：Eleven Sports UK and Ireland）是一项流媒体服务，于2018年8月推出。它是安德里亚·拉德里扎尼拥有的壹拾壹體育網集团的一部分。

## 历史

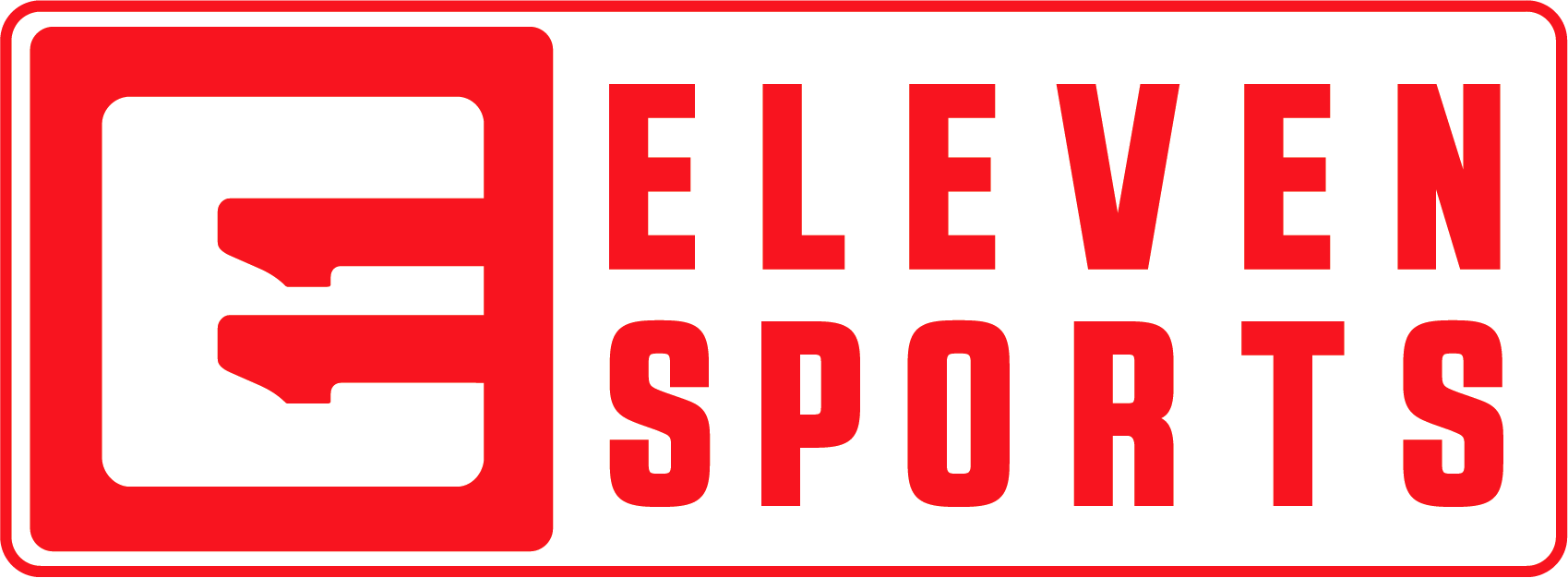
2015年至2020年间的标志

2018年5月，壹拾壹体育网签署在英国和爱尔兰转播西甲足球比赛的协议，为期三年。两个月后，公司签订在英国转播意甲联赛、荷甲联赛、中超联赛和瑞甲联赛的协议。 
壹拾壹在英国和爱尔兰落地播出，并独家转播2018年美国PGA锦标赛。该台随后签约转播六场LPGA巡回赛。壹拾壹体育网目前正在与传统电视平台讨论开播电视频道和/或在Eleven Sports移动软件提供赛事节目的可能性。
该网络因违反禁止在周六比赛日下午2点45分至5点15分之间利用流媒体转播西甲和意甲赛事的规定而招致批评。2018年10月17日，壹拾壹表示将“停止并终止”该行为，但该台辩称规则已经过时并鼓励非法流媒体转播赛事。两个联盟的代表都支持该台的立场。
2018年11月，壹拾壹与STV集团合作，使其成为其数字广告销售合作伙伴。作为合作伙伴关系的一部分， STV Player还获得了在苏格兰境内从壹拾壹播放西甲和意甲赛事精选辑的权利。
壹拾壹宣布从2019年1月其开始购入终极格斗冠军赛的转播权。然而，在壹拾壹未能达到预定目标后，该促销活动终止，英國電信體育台接盘。另据报道，该广播公司正试图以较低的成本重新谈判该台的部分版权合同，以维持播出。
2019年1月，壹拾壹体育网将意甲和荷甲联赛的转播权转让给Premier Sports，后者亦获得了中超联赛和瑞甲联赛的转播权，壹拾壹独家享有的西甲联赛、西乙联赛附加赛、国王杯和超级杯的转播权，至少到本赛季结束才会到期。2019年晚些时候，壹拾壹体育网撤出英国市场。

## 2018-2019间享有的转播权

### 足球赛事
| 竞赛       | 国家/地区 | 详情                                                    |
| ---------- | --------- | ------------------------------------------------------- |
| 西甲联赛   | 西班牙    | 2018-19赛季的所有赛事。                                 |
| 西乙联赛   | 西班牙    | 2018-19赛季6场附加赛的现场报道以及4场半决赛和两场决赛。 |
| 国王杯     | 西班牙    | 2018-19 赛季5场比赛的现场报道以及4场半决赛和1场决赛。   |
| 意甲       | 義大利    | 仅现场报道2018-19赛季的前二十五场。                     |
| 荷甲       | 荷兰      | 仅现场报道2018-19赛季的前二十三场。                     |
| 德国足协杯 | 德国      | 独家报道直到2018-2019赛季的四分之一决赛开始。           |

#### 俱乐部内容
- La Liga TV

### 高尔夫赛事
| 赛事      | 国家/地区 | 详情           |
| --------- | --------- | -------------- |
| PGA錦標賽 | 美国      | 2018年独家转播 |